# ギャリー・ネイスミス
ギャリー・アンドルー・ネイスミス（Gary Andrew Naysmith, 1978年11月16日 - ）は、スコットランド・エディンバラ出身の元同国代表サッカー選手、現サッカー指導者。現役時代のポジションはディフェンダー。

## 経歴
クラブでも代表でも攻撃の起点となることの多い左サイドバック。スピーディーなオーバーラップでチームの攻撃にアクセントを付け、クロスを上げて点に結びつける。運動量も豊富で、何度もオーバーラップを見せようとも守備に穴を空けることはない。
2013年11月28日、スコティッシュ・リーグ1（実質3部）のイースト・ファイフFCでプレーしていた中で、辞任したウィリー・エイチソンの後任として暫定的に同クラブの指揮を執ることになった。翌月には正式に監督の座に就任。クラブのスコティッシュ・リーグ2降格を阻止することは叶わなかったが、2015-16シーズンにはクラブをリーグ1復帰へ導いた。2016年12月1日、スコティッシュ・チャンピオンシップ（実質2部）のクイーン・オブ・ザ・サウスFCの指揮官として招聘された。

## 所属クラブ
- ハート・オブ・ミドロシアンFC 1996-2000
- エヴァートンFC 2000-2007
- シェフィールド・ユナイテッドFC 2007-2010
- ハダースフィールド・タウンFC 2010-2012
- アバディーンFC 2012-2013
- イースト・ファイフFC 2013-2016

## 指導歴
- イースト・ファイフFC 2013（選手兼任暫定監督）
- イースト・ファイフFC 2013-2016（選手兼任監督）
- クイーン・オブ・ザ・サウスFC 2016-

## タイトル

### 選手時代
クラブ
ハーツ
- スコティッシュカップ : 1997-98

イースト・ファイフ
- スコティッシュ・リーグ2 : 2015-16

代表
スコットランド
- キリンカップサッカー : 2006

### 指導者時代
イースト・ファイフ
- スコティッシュ・リーグ2 : 2015-16